# Casimir Świątek
Casimir Swiatek, (Walk, actual Estonia, 21 de octubre de 1914 - 21 de julio de 2011) fue un sacerdote, arzobispo y cardenal estonio.

## Biografía
Fue ordenado sacerdote por la diócesis de Pinsk, Bielorrusia, el 8 de abril de 1939. 
Fue perseguido por los nazis y después por los soviéticos: pasó en Siberia 10 años realizando trabajos forzados, de 1944 a 1954.
El 3 de abril de 1991 es nombrado arzobispo de Minsk-Mohilev, en Bielorrusia.  Fue consagrado el 20 de mayo de ese año. 
Fue nombrado cardenal por el Papa Juan Pablo II en el consistorio del 26 de noviembre de 1994.
El 14 de junio de 2006 se retira de su cargo como arzobispo con 91 años de edad. 

## Distinciones
Recibió el premio Pablo VI el 27 de septiembre de 2004, el premio Testigo de la Fe (Fidei Testis) de manos de Juan Pablo II. Recibió la Legión de honor en el 2006, con la dignidad de comendador.